# Mount Morgan
Mount Morgan är en stad i Queensland, Australien, 30 kilometer sydsydväst om Rockhampton.
Guldförekomster upptäcktes här 1882, varefter Mount Morgan under många år var världens rikaste guldgruva med koppar- och guldhaltig svavelkis. 1886-1910 utvanns här 111,5 ton guld och 24.335 ton koppar. Fyndigheter var närmast uttömd redan i början av 1900-talet.